# Józef Żurowski
Józef Andrzej Franciszek Żurowski, h. Leliwa (ur. 4 października 1892 w Podhajczykach, pow. rudecki, woj. lwowskie, zm. 21 stycznia 1936 w Krakowie) – archeolog, prehistoryk, historyk sztuki.

## Życiorys
Urodził się 4 października 1892 roku w Podhajczykach, w pow. rudeckim, w woj. lwowskim jako syn Stanisława (1840–1906) i Teresy Konopki (Konopczanki) (1858–1952). Naukę gimnazjalną otrzymał w latach 1903–1911 w III gimnazjum we Lwowie i w Państwowym III Gimnazjum im. Króla Jana Sobieskiego w Krakowie, gdzie zdał maturę.
W latach 1911–1915 studiował na Uniwersytecie Jagiellońskim przedhistoryczną i klasyczną archeologię, sztuki, antropologii, i historii ze szczególnym uwzględnieniem wczesnego średniowiecza. W 1915 r. został wcielony do służby wojskowej i służył w wojsku do końca I wojny światowej. Korzystając z tego, że część służby odbywał w Wiedniu, uczęszczał od 1915 do jesieni 1918 r. na wykłady prehistorii profesora Oswalda Menghina na Uniwersytecie Wiedeńskim. Pracował równocześnie w zakładzie historii sztuki profesora Josefa Strzygowskiego nad tematem dotyczącym sztuki okresu wędrówek ludu. W czerwcu 1920 r. został mianowany przez Ministra Wyznań Religijnych i Oświecenia Publicznego konserwatorem zabytków przedhistorycznych na zachodnią Małopolskę i Śląsk i stanowisko to zajmował aż do śmierci. Od 1 stycznia 1921 do 31 stycznia 1922 r. pełnił obowiązki pomocnika kustosza Muzeum Archeologicznego PAU, a od 1 października 1921 do 30 września 1923 r. pracował jako asystent przy katedrze archeologii przedhistorycznej Uniwersytetu Jagiellońskiego. W 1922 r. doktoryzował się z zakresu prehistorii jako przedmiotu głównego i z archeologii klasycznej jako pobocznego. W latach 1923 i 1925 odbył podróże naukowe do Niemiec i Austrii, w latach 1928 i 1929 studiował zbiory przedhistoryczne w Czechach, Niemczech i na Węgrzech, zbierając materiały do swych prac naukowych, a w 1930 r. wziął udział w kongresie prehistoryków bałtyckich w Rydze. W maju 1926 r. objął urząd sekretarza Komisji Antropologii i Prehistorii PAU, który sprawował aż do śmierci.
W 1928 r. habilitował się w Krakowie i prowadził wykłady z prehistorii aż do śmierci. Wychował szereg kontynuatorów m.in. Jan Bartys, Jan Fitzke, Rudolf Jamka, Tadeusz Reyman, Józef Marciniak, Stefan Nosek, Gabriel Leńczyk. W 1934 r., po ustąpieniu z katedry prehistorii prof. Włodzimierza Demetrykiewicza, Rada Wydziału Filozoficznego UJ uchwaliła jednogłośnie jego kandydaturę na profesora tego przedmiotu. Niestety uchwała ta nie zdążyła doczekać się zatwierdzenia przez Ministra WRiOP. Zmarł nagle po błahej operacji 21 stycznia 1936 r. w Krakowie. Przed pójściem do szpitala poprosił o rękę Irenę Bojarską, absolwentkę ASP w Krakowie, która od lat czekała na jego propozycję.
Pochowany na cmentarzu Rakowickim w Krakowie (PAS 64-zach-katakumba Trembeckich).

## Wykopaliska i badania
- 1921–1924 – Książnice Wielkie, pow. pińczowski.
- 1924 i 1926 – Modlnica, pow. krakowski.
- 1927–1930 – Złota, pow. sandomierski. Odkrył ponad 1500 grobów i jam mieszkalnych z różnych okresów młodszej epoki kamiennej i późniejszych. Odkryto tu pierwsze groby zwierzęce w Polsce, pierwsze grodzisko z młodszej epoki kamiennej i po raz pierwszy stwierdzono tu występowanie kultur i ludów południowych oraz zachodnich, dotąd w Polsce nieznanych, np. morawskiej kultury ceramiki malowanej i iberyjskiej kultury pucharów dzwonowatych[b].
- 1933–1936 – Szczegółowa inwentaryzacja grodzisk i zamczysk Śląska.
- do 1933 – pod jego kierownictwem rozpoczęto zbadanie kopca Krakusa w Krakowie.

## Praca popularyzatorska
Pisał artykuły popularne, wygłaszał wykłady radiowe i zwyczajne (kilkadziesiąt na prowincji), rozbudzając zainteresowanie archeologią przedhistoryczną.

## Ordery i odznaczenia
- Krzyż Kawalerski Orderu Odrodzenia Polski (pośmiertnie, 11 listopada 1937)[6]

## Wyróżnienia, upamiętnienie
- 1930 – Nominacja na członka korespondenta Instytutu Archeologicznego Rzeszy Niemieckiej jako pierwszy z prehistoryków polskich.
- 1936 – Jego uczeń Jan Fitzke nazwiskiem Józefa Żurowskiego nazwał nowo odkrytą jaskinię na Wyżynie Krakowsko-Częstochowskiej z bogatymi materiałami z okresu wpływów rzymskich (obecnie powszechniej używa się nazwy Jaskinia w Kroczycach).

## Publikacje
- ze Stanisławem Janem Gąsiorowskim, „Sztuka przedhistoryczna Europy”[7], Wydawnictwo Zakładu Narodowego im. Ossolińskich, Lwów 1934, s. 440.
- „Zabytki merowingskie w Muzeum Ks. Czartoryskich w Krakowie”, WA. T. 5: 192 s.157–182, Ossolineum, 1967.
- „Grób rycerza z okresu wędrówek ludów w Jakuszowicach Małych, w pow. pińczowskim na tle zabytków krajów ościennych” (rozprawa doktorska), Rozwój prahistorii polskiej w okresie 20-lecia międzywojennego, Wyd. Nauk. Uniwersytetu im. A. Mickiewicza w Poznaniu, 1984, s. 193.
- „Skarby halsztackiego okresu z doliny Dunajca”[8] (praca habilitacyjna), Nakładem Polskiej Akademji umiejętności, 1927, s. 112.
- „Prace Prehistoryczne Śląskie”, badań archeologicznych w woj. katowickim, Państwowe Muzeum Archeologiczne, Nakładem Muzeum i Towarzystwa, 1955.
- „Prac Prehistorycznych”, Komisji Antropologii i Prehistorii PAU, Nakł. Polskiej Akademji Umiejętności, 1936–1963.
- „Atlas grodzisk i zamczysk śląskich”, Nak·l. PAU, 1939.